# CD La Equidad
Club Deportivo La Equidad jest kolumbijskim klubem piłkarskim z siedzibą w mieście Soacha będącym częścią zespołu miejskiego Bogoty. Klub założony został w roku 2002 i gra obecnie w pierwszej lidze kolumbijskiej Categoría Primera A.

## Osiągnięcia

### Krajowe
- Categoría Primera A

| zwycięstwo (0):     | –                            |
| drugie miejsce (3): | 2007 (F), 2010 (A), 2011 (A) |

- Copa Colombia

| zwycięstwo (1):     | 2008 |
| drugie miejsce (0): | –    |